# アンドリュー・ショーン・グリーア

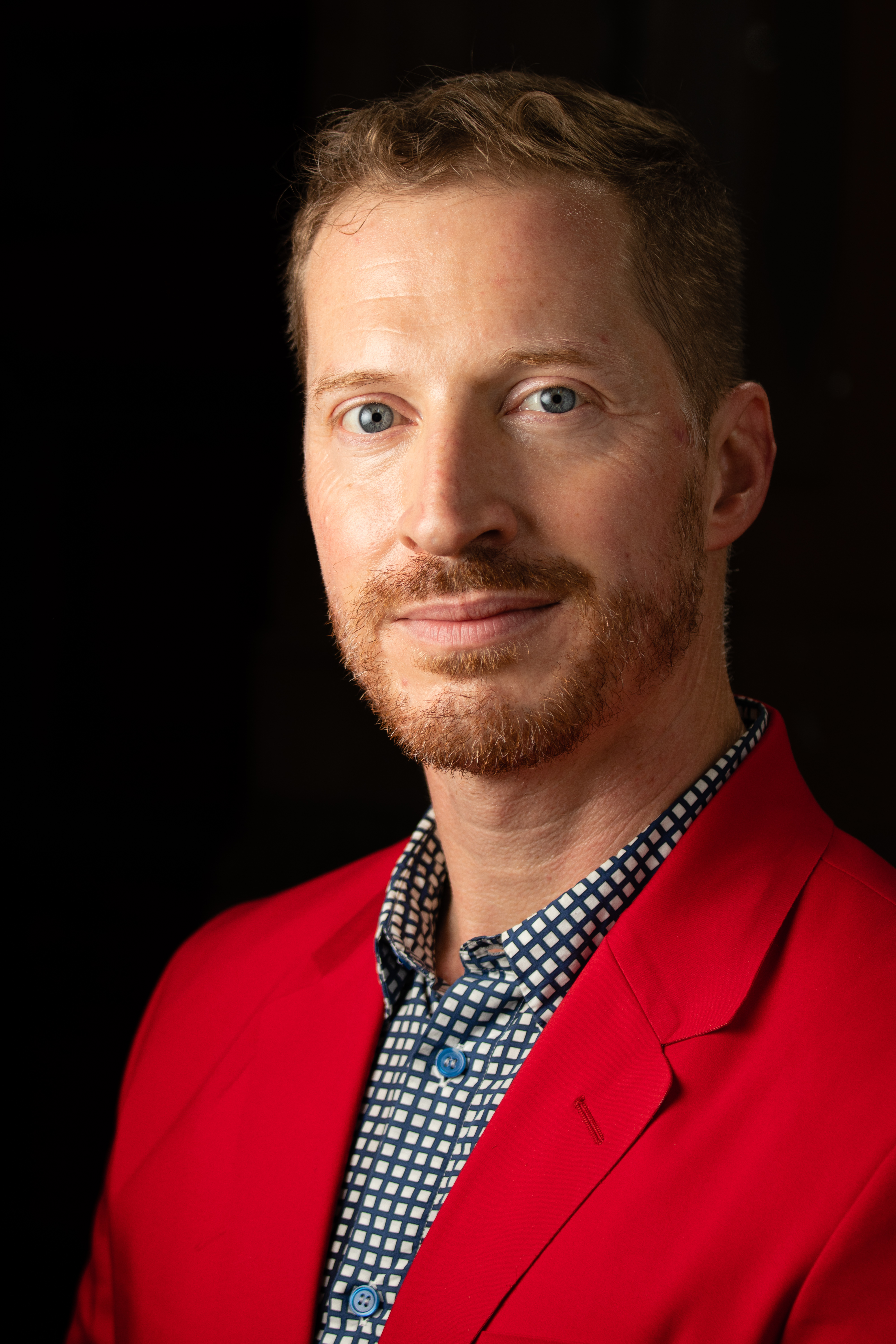
2018

アンドリュー・ショーン・グリーア（Andrew Sean Greer、1970年11月5日 - ）は、アメリカ合衆国の小説家。

## 経歴
ワシントンD.C.にて科学者の両親のもと、一卵性の双子の一人として生まれる。ブラウン大学を卒業。
2000年に短編集「How It Was for Me」でデビュー。2018年ピューリッツァー賞 フィクション部門受賞。
現在サンフランシスコに在住。

## 邦訳
- 「フリン家の未来」、柴田元幸編訳『いずれは死ぬ身』（河出書房新社、2009年）所収